# TOX3
TOX3‏ (None) هوَ بروتين يُشَفر بواسطة جين TOX3 في الإنسان.